# 2005年7月逝世人物列表
2005年逝世人物列表：1月 - 2月 - 3月 - 4月 - 5月 - 6月 - 7月 - 8月 - 9月 - 10月 - 11月 - 12月
2005年7月逝世人物列表，是用于汇总2005年7月期间逝世人物的列表。

## 依日期排序

### 1日
- 路德·范德鲁斯（Luther Vandross），54岁，格莱美奖得主，R&B和灵歌天王。新华网
- Renaldo “Obie” Benson，69歲，美國靈魂和 R&B 歌手，The Four Tops 成員，肺癌。
- 雷克斯·貝瑞（Rex Berry），80歲，美式足球運動員。
- Gus Bodnar，82歲，加拿大冰球運動員。
- 比爾·弗林克（Bill Frink），78歲，美國體育解說員（WLS-TV）。
- 伊萬·科列夫（Ivan Kolev），74歲，保加利亞足球運動員。
- Arvo Ojala，85歲，美國技術顧問和演員，槍擊事故。

### 2日
- 古月，68岁，中国电影演员，作为特型演员，主要出演毛泽东的形象。BBC中文网（页面存档备份，存于）
- 弗洛倫斯·基爾希（Florence Kirsch），90歲，美國古典鋼琴家。
- 歐內斯特·雷曼（Ernest Lehman），89歲，美國編劇（《誰害怕弗吉尼亞·伍爾夫》（Who's Fear of Virginia Woolf？）、《西北偏北》（North by Northwest）、《西區故事》（West Side Story））。
- 肯尼斯·平揚（Kenneth Pinyan），45歲，美國波音工程師，在與馬發生性關係後結腸穿孔。
- 諾姆·普雷斯科特（Norm Prescott），78歲，美國電影動畫工作室聯合創始人。
- 馬丁·桑切斯（Martin Sanchez），26歲，墨西哥拳擊手，在7月1日的比賽中受傷。

### 3日
- 皮耶·米歇洛（Pierre Michelot），77岁，法国爵士乐手。中国新闻网[永久]
- 盖洛德·尼尔森，89岁，美国前参议员、“世界地球日”创始人。国际在线
- 阿爾貝托·拉圖阿達，90岁，意大利新現實主義電影藝術代表人物、導演及攝影師。解放日報[永久]
- 西夫·埃裡克斯（Siv Ericks），87歲，瑞典性格女演員。
- Nan Kempner，74歲，美國社會女主人。
- 77歲的法國爵士貝斯手皮埃爾·蜜雪兒歇洛（Pierre Michelot）與邁爾斯·大衛斯（Miles Davis）一起演奏。
- Wenten Rubuntja，澳大利亞藝術家和土著活動家。
- Sam Tata，93歲，加拿大攝影師。
- 海蒂·韋斯特（Hedy West），67歲，美國民謠歌手。
- 哈裡森·楊（Harrison Young），75歲，美國演員（《拯救大兵瑞恩》《千屍之屋》《激情》）。

### 4日
- 克裡斯·邦奇（Chris Bunch），62歲，美國科幻作家，肺部疾病。
- 古斯塔夫·阿道夫·布爾什（Gustav-Adolf Bursche），86歲，德國二戰軍官。
- 布萊恩·科爾曼（Bryan Coleman），94歲，英國電視和電影演員。
- 艾爾·唐寧（Al Downing），65歲，美國R&B和鄉村和西方音樂家，白血病。
- 瓊·哈弗，79歲，美國電影女演員，弗雷德·麥克默里（Fred MacMurray）的遺孀。
- 瑪格·洛佩斯（Marga López），81歲，墨西哥電影和電視女演員，心力衰竭。
- 漢克·斯特拉姆（Hank Stram），82歲，美國國家橄欖球聯盟（堪薩斯城酋長隊）教練，職業橄欖球名人堂成員。[9]
- 洛倫佐·湯瑪斯（Lorenzo Thomas），60歲，巴拿馬出生的美國詩人。

### 5日
- 徐芳春中将，85岁，中国军事科学院原副院长。新华社（页面存档备份，存于）
- Leo Breiman，77歲，美國統計學家。
- 雷·大衛斯（Ray Davis），65歲，美國歌手，議會/Funkadelic的創始成員。
- 雪麗·古德曼（Shirley Goodman），69歲，美國R&B歌手。
- Baloo Gupte，70歲，印度板球運動員。
- 詹姆斯·斯托克代爾（James Stockdale），81歲，美國海軍中將，榮譽勳章獲得者，前戰俘，1992年獨立副總統候選人。

### 6日
- 克劳德·西蒙（Claude Simon），91岁，诺贝尔文学奖获得者，法国小说家。东方早报[]
- 黄昆，86岁，著名物理学家、中国固体物理学和半导体物理学的奠基人之一。中国科学院半导体研究所
- 布魯諾·奧根斯坦（Bruno Augenstein），82歲，德國出生的美國數學家和物理學家。
- L·派翠克·格雷（L. Patrick Gray），88歲，美國聯邦調查局前局長，胰腺癌。
- 詹姆斯·哈斯金斯（James Haskins），63歲，美國教授、傳記作家和作家。
- 埃德·麥克貝恩（Ed McBain），78歲，美國推理小說作家，以多個筆名（埃德·麥克貝恩）寫作，喉癌。
- 唐納德·麥金利（Donald McGinley），85歲，美國政治家，美國內布拉斯加州眾議員（1959-1961）和內布拉斯加州副州長（1983-1987）。
- 派翠克·派克（Patrick S. Parker），75歲，美國商人（派克·漢尼汾）。
- 迪克·薩博特（Dick Sabot），61歲，美國經濟學家，互聯網企業家，tripod.com 聯合創始人。
- 弗蘭克·希普斯頓（Frank Shipston），98歲，英國板球運動員。
- 格蕾絲·薩克斯頓（Grace Thaxton），114歲，美國超級百歲老人，肯塔基州最年長的居民，也是紐約有史以來最年長的人。

### 7日
- 諾曼·貝內特（Norman Bennett），82歲，英國橄欖球運動員和板球運動員。
- 亨利·貝蒂（Henri Betti），87歲，法國作曲家和鋼琴家。
- Paul Deliège，74歲，比利時漫畫作家/藝術家。[15]
- 哈西卜·海珊，18歲，英國恐怖分子。
- 穆罕默德·西迪克·汗（Mohammad Sidique Khan），30歲，英國恐怖分子。
- Germaine Lindsay，19歲，英國恐怖分子。
- 伊哈卜·謝里夫（Ihab al-Sherif），51歲，埃及駐伊拉克特使。
- 古斯塔夫·索賓（Gustaf Sobin），69歲，美國出生的詩人和小說家。[16]
- Shehzad Tanweer，22歲，英國恐怖分子。

### 8日
- 鄧尼斯·佈雷（Denis Bray），78歲，英國駐港公務員。
- Lee Hun Hoe，79歲，馬來西亞律師和法官。
- 朱利安·萊特洛（Julian Letterlough），35歲，美國拳擊手
- 裘蒂·曼恩（Judy Mann），61歲，美國《華盛頓郵報》長期專欄作家。
- 多蘿西·羅斯（Dorothy H. Rose），84歲，美國政治家。

### 9日
- 曹简楼，65岁，中国画家。tom
- 陆文夫，77岁，中国作家。大公網
- 郭松棻，67歲，旅美華人作家。中國時報[永久]
- 查克·卡德曼（Chuck Cadman），57歲，加拿大國會議員。
- 葉夫根尼·格裡申（Yevgeny Grishin），74歲，俄羅斯速度滑冰運動員，第一位500米40秒以下的速度滑冰運動員。
- 凱文·哈根（Kevin Hagen），77歲，美國演員（《草原上的小房子》）。
- 拜倫·普雷斯（Byron Preiss），52歲，美國作家/編輯/出版商。
- 亞歷克斯·希比基（Alex Shibicky），91歲，加拿大冰球運動員，他打出了第一個耳光。
- 拉菲克·扎卡里亞（Rafique Zakaria），79歲，印度伊斯蘭學者。

### 10日
- 理查·伊斯特姆（Richard Eastham），89歲，美國演員（《墓碑領地》《那隻的貓》《神奇女俠》）。
- 弗蘭克·摩爾斯（Frank Moores），72歲，加拿大政治家，紐芬蘭省省長。
- A. J. Quinnell，65歲，英國作家，《著火的人》。
- 弗雷達·賴特-索斯（Freda Wright-Sorce），50歲，唐和邁克秀（Don and Mike Show）的唐·傑羅尼莫（Don Geronimo）的美國妻子。
- 傑克·特裡普（Jack Tripp），83歲，英國啞劇女演員。
- 弗雷迪·索托（Freddy Soto），35歲，美國喜劇演員和演員。

### 11日
- 弗朗西斯·兰福德，92岁，美国歌手、演员。长沙晚报
- 江泽坚，84岁，数学家。
- Keith Alexander，41歲，美國吉他手。
- 皮耶羅·卡普西利（Piero Cappuccilli），78歲，義大利歌劇歌手。
- 奧勒·克利斯蒂安·巴赫（Ole Christian Bach），48歲，挪威欺詐者。
- 格雷琴·佛蘭克林（Gretchen Franklin），94歲，英國電視女演員，在EastEnders最出名的是“Ethel Skinner”。
- Shinya Hashimoto，40歲，日本職業摔跤手。
- 耶穌·里卡多·伊格萊西亞斯，83歲，阿根廷大獎賽賽車手。

### 12日
- 邁耶·卡丹（Meyer Cardin），97歲，美國法學家。
- 約瑟夫·派翠克·德萊尼（Joseph Patrick Delaney），70歲，美國羅馬天主教德克薩斯州沃思堡教區主教多年。
- 亞瑟·弗萊徹（Arthur Fletcher），80歲，美國政府官員，美國總統理查·尼克鬆（Richard Nixon）時期的助理勞工部長，被稱為“平權行動之父”。
- 約翰·金，沃特納比男爵，87歲，英國同行，商人，1981年至1993年擔任英國航空公司董事長。
- 約翰·索利（John Thorley），78歲，威爾士橄欖球聯盟和橄欖球聯盟足球運動員。
- P. K. Vasudevan Nair，79歲，印度政治家，印度喀拉拉邦前首席部長人民院議員。

### 13日
- 羅伯特·P·阿貝爾森（Robert P. Abelson），76歲，美國心理學家和政治學家。
- 大衛·布朗爵士，77歲，英國海軍上將。
- 阿森·基西莫夫，69歲，保加利亞演員、歌手和電臺主持人。
- 鮑勃·馬斯倫-鐘斯（Bob Maslen-Jones），84歲，英國奧運射擊運動員。
- 羅伯特·奧葛籣（Robert E. Ogren），83歲，美國動物學家。
- 米奇·歐文（Mickey Owen），89歲，美國前美國職業棒球大聯盟（MLB）布魯克林道奇隊球員。
- 埃裡克·勞赫（Erik Rauch），31歲，美國生物物理學家和理論生態學家，徒步旅行事故。

### 14日
- 馬克·卡萊爾，巴克洛男爵卡萊爾，76歲，英國政治家和同齡人。
- 蒂莉·弗萊舍（Tilly Fleischer），93歲，德國運動員，標槍奧運冠軍（1936年）。
- 理查·萊特曼（Richard Leiterman），70歲，加拿大獲獎電影攝影師。
- 馬特·派翠克（Matt Patrick），86歲，蘇格蘭足球運動員。
- 雅克·羅奇（Jacques Roche），40歲出頭，海地記者。
- 87歲的英國姑息治療活動家西塞莉·桑德斯夫人（Dame Cicely Saunders）創立了聖克裡斯托弗臨終關懷醫院（她本人在那裡去世），癌症。
- J. B. Trapp，79歲，紐西蘭歷史學家。

### 15日
- 大衛·戴奇斯（David Daiches），92歲，蘇格蘭文學評論家。
- 安妮·德倫吉斯（Anne Drungis），73歲，美國奧運擊劍運動員。
- 邁克爾·吉布森（Michael Gibson），60歲，美國托尼提名的管弦樂隊和音樂家。
- 肯尼斯·格雷厄姆（Kenneth Graham），82歲，英國工會會員。
- 羅納德·威爾遜爵士（Sir Ronald Wilson），82歲，澳大利亞高等法院法官。

### 16日
- 约翰·哈罗德·奥斯特罗姆（John Harold Ostrom），77岁，美国古生物学家。新浪网（页面存档备份，存于）
- 李玖，74歲，朝鲜王朝最後嫡系子孫。朝鮮日報（页面存档备份，存于）
- 米拉·阿什比（Mira Ashby），84歲，加拿大醫生。
- Blue Barron，92歲，美國管弦樂團團長。
- Pietro Consagra，84歲，義大利雕塑家。
- W. Fox McKeithen，58歲，美國政治家，5次路易士安那州國務卿。
- 米格爾·佩雷斯（Miguel Pérez），68歲，波多黎各摔跤手。
- Helen Bonchek Schneyer，84歲，美國民謠音樂家。
- K. V. Subbanna，73歲，印度劇作家和作家。

### 17日
- 爱德华·希思，89岁，英国前首相。新华网（页面存档备份，存于）
- 勞雷爾·艾特肯（Laurel Aitken），77歲，牙買加音樂家。
- Biplab Dasgupta，66歲，印度經濟學家
- 傑拉爾丁·菲茨傑拉德（Geraldine Fitzgerald），91歲，愛爾蘭出生的美國女演員，患有阿爾茨海默病。[27]
- 吉娜·拉戈里奧（Gina Lagorio），83歲，義大利作家。
- 加文·蘭伯特（Gavin Lambert），80歲，英國出生的美國小說家，編劇（《黛西·三葉草》《兒子與情人》）。[28]
- I. G. Patel，80歲，印度經濟學家，印度儲備銀行行長（1977-1982）。
- 喬·維亞爾斯（Joe Vialls），澳大利亞作家。
- 威廉·韋瑟斯彭（William Weatherspoon），69歲，美國詞曲作者和唱片製作人。

### 18日
- 秋楚笙，85岁，京剧表演艺术家。千龙新闻网[永久]
- 威廉·威斯特摩兰，91岁，美国将军，越南战争总司令。广州日报
- 伊莉莎白·布洛傑特·霍爾（Elizabeth Blodgett Hall），95歲，美國教育家。
- 保羅·杜克（Paul Duke），78歲，美國政治記者。[29]
- 艾米·吉列特（Amy Gillett），29歲，澳大利亞賽艇運動員和自行車運動員。
- John Herald，66歲，美國民謠音樂家，唱片藝術家，The Greenbriar Boys Vanguard Records成員。
- 吉姆·派克（Jim Parker），71歲，美式橄欖球運動員，巴爾的摩小馬隊的進攻鏟球手，職業橄欖球名人堂成員。
- 格裡·湯瑪斯（Gerry Thomas），83歲，美國營銷和銷售主管，創新者，電視晚宴的發明者，癌症。

### 19日
- 吉姆·阿帕羅（Jim Aparo），72歲，美國漫畫家（蝙蝠俠，幻影陌生人，幽靈）。
- Alain Bombard，80歲，法國生物學家和醫生。
- 愛德華·邦克（Edward Bunker），71歲，美國作家、編劇和演員（《落水狗》中的藍先生）。
- 約翰·D·卡塔諾（John D. Cartano），96歲，美國律師。
- 拉維娜·詹森（LaVena Johnson），19歲，非裔美國人私人頭等艙。
- 黑斯廷斯·基思（Hastings Keith），89歲，美國政治家，美國馬薩諸塞州眾議員，1959年至1973年擔任共和黨成員。
- 約翰·廷德爾，71歲，英國新納粹政治活動家，英國國家黨創始人。

### 20日
- 严文井，90岁，中国著名童话作家。
- 詹姆斯·督漢（James Doohan），85歲，加拿大演員，最著名的角色是《星艦奇航記》中的史考特。BBC（页面存档备份，存于）
- 查理斯·奇比蒂（Charles Chibitty），83歲，美國最後一位倖存的科曼奇密碼說話者。
- 芬恩·古斯塔夫森（Finn Gustavsen），79歲，挪威政治家。
- Kayo Hatta，47歲，美國電影導演（《圖片新娘》）。
- 大衛·湯姆布林（David Tomblin），74歲，英國電影和電視導演。

### 21日
- 约翰·巴德利，64岁，布鲁斯音乐创始人。海南日报
- 格鲁巴，47岁，波兰乒乓球运动员。中新网（页面存档备份，存于）
- 布林·艾倫，84歲，威爾士足球運動員。
- 布魯斯·博爾特（Bruce Bolt），75歲，澳大利亞出生的美國科學家和地震專家。
- 阿爾弗雷德·海耶斯勳爵，76歲，英國摔跤手和摔跤評論員（最著名的是世界摔角娛樂）。
- 伊恩·羅伯遜（Ian Robertson），羅伯遜勳爵（Lord Robertson），92歲，蘇格蘭法官。
- 雪麗·湯瑪斯（Shirley Thomas），85歲，美國太空歷史學家，好萊塢製片人，南加州大學教授。

### 22日
- 薛暮桥，101岁，中国经济学家。搜狐（页面存档备份，存于）明報新聞網
- 琼·查尔斯·德梅内塞斯（Jean-Charles de Menezes），27歲，巴西電工，被員警槍殺。
- 威廉·比阿特利（William Beatley），81歲，英國奧運擊劍運動員。
- 傑里·馬庫斯（Jerry Marcus），81歲，美國漫畫家（Trudy）。
- Eugene Record，64歲，The Chi-Lites的美國主唱。
- 杉浦雛子，46歲，日本作家和漫畫家。
- 喬治·華萊士（George D. Wallace），88歲，美國演員（《禁忌星球》《睡衣遊戲》）。

### 23日
- Ray Crist，105歲，美國百歲老人和化學家。
- Joseph Dessertine，82歲，法國自行車手。
- Myron Floren，85歲，美國音樂家，長期擔任手風琴家/The Lawrence Welk Show的樂隊領隊
- 約翰·亨特（John Hunt），87歲，美國海洋學家。
- 加斯頓·馬約爾多莫，82歲，法國奧運運動員
- 芬坦·梅勒（Fintan Meyler），75歲，愛爾蘭女演員。
- Ray Oldham，54歲，美式橄欖球運動員，前NFL角衛，匹茲堡鋼人隊。

### 24日
- 維克多·別爾科夫斯基（Viktor Berkovsky），73歲，俄羅斯吟遊詩人。
- 喬治·布爾（George Buhr），76歲，美式橄欖球教練。
- 理查·多爾爵士，92歲，英國流行病學家，第一人將吸煙與肺癌聯繫起來。[1]
- 帕維爾·多斯塔爾（Pavel Dostál），62歲，捷克文化事務部長。
- 弗雷澤·麥克盧斯基（Fraser McLuskey），90歲，蘇格蘭軍事牧師和牧師。
- 弗朗西斯·奧納，52歲，巴布亞紐幾內亞布干維爾叛軍領袖。
- 拉多米爾·帕維切維奇，96歲，法國退伍軍人。

### 25日
- 陈辛仁，著名外交家，89岁。[]
- 恩里克·包蒂斯塔（Enrique Bautista），71歲，菲律賓奧運運動員。
- 保羅·布里頓·奧斯丁（Paul Britten Austin），83歲，英國作家和廣播員。
- 朱利奧·坎托尼（Giulio Cantoni），89歲，義大利出生的美國醫生。
- 小埃迪·克魯克（Eddie Crook， Jr.），76歲，美國奧運拳擊手和越南老將。
- 西德尼·赫茨伯格（Sidney Hertzberg），82歲，美國籃球運動員。
- 大衛·傑克遜，71歲，英國演員。
- Alf Joint，77歲，英國特技演員（《金手指》《超人》《絕地歸來》）。
- 瑪麗亞·多·庫托·馬亞-洛佩斯，114歲，葡萄牙超級百歲老人，葡萄牙有史以來最年長的人。
- 阿爾伯特·曼格爾斯多夫（Albert Mangelsdorff），76歲，德國長號手。
- 福特·雷尼（Ford Rainey），96歲，美國演員（3：10到尤馬，萬聖節II，仿生女人）。

### 26日
- 貝蒂·阿斯特爾（Betty Astell），93歲，美國女演員，藝人，西里爾·弗萊徹（Cyril Fletcher）的遺孀。
- 馬里奧·大衛（Mario David），71歲，義大利足球運動員。
- 約翰·愛德華茲（John Edwards），93歲，加拿大足球運動員。
- 亞歷山大·戈利岑，97歲，俄羅斯出生的美國製作設計師（《殺死一隻知更鳥》，《斯巴達克斯》，《歌劇魅影》），奧斯卡獎得主（1944年，1961年，1963年）。
- 傑克·赫什萊弗（Jack Hirshleifer），79歲，美國經濟學家。
- 吉爾斯·馬婁特，60歲，加拿大冰球運動員（洛杉磯國王隊、芝加哥黑鷹隊、紐約遊騎兵隊），胰腺癌。
- 丹尼·西蒙（Danny Simon），85歲，美國喜劇作家，尼爾·西蒙（Neil Simon）的兄弟。

### 27日
- 雪萊·阿普爾頓（Shelley Appleton），86歲，美國勞工領袖。
- Tungia Baker，64歲，紐西蘭毛利女演員（鋼琴）和藝術家。
- 皮埃爾·布勞埃（Pierre Broué），79歲，法國托洛茨基主義歷史學家。
- Al Held，76歲，美國抽象畫家。
- 海倫·菲力浦斯（Helen Phillips），86歲，美國歌劇演員。
- Dom Um Romão，79歲，巴西爵士鼓手。
- Marten Toonder，93歲，荷蘭作家和漫畫家。
- 羅伯特·賴特（Robert Wright），90歲，美國音樂作詞人（賴特和福雷斯特的團隊-大酒店，Kismet，挪威之歌等）。

### 28日
- 张松鹤，93岁，中国雕塑家，人民英雄纪念碑浮雕作者之一。北京娱乐信报（页面存档备份，存于）
- 程思远，97岁，著名的无党派爱国民主人士，杰出的社会活动家，中国共产党的亲密朋友，第八、九届全国人民代表大会常务委员会副委员长，中国人民政治协商会议第七届全国委员会副主席。李宗仁秘书、影星林黛父親。cctv（页面存档备份，存于）
- 伊恩·貝克（Ian Baker），77歲，英國陸軍上將。
- 克裡斯托弗·邦廷（Christopher Bunting），80歲，英國大提琴家。
- 佛吉尼亞·德恩（Virginia Dehn），82歲，美國畫家和版畫家。
- 路易士·梅茨格（Louis Metzger），88歲，美國海軍陸戰隊軍官。
- 雅伊爾·達羅莎·平托，84歲，巴西足球運動員。
- Bergur Sigurbjörnsson，88歲，冰島政治家。

### 29日
- 赫敏·哈蒙德（Hermione Hammond），94歲，英國畫家和肖像畫家。
- Mile Lojpur，75歲，南斯拉夫/塞爾維亞搖滾音樂家，心臟病發作。
- 派特·麥考密克（Pat McCormick），78歲，美國電視編劇（約翰尼·卡森主演的《今夜秀》）和演員（《斯莫基與強盜》《守財奴》）。
- Al McKibbon，86歲，美國爵士低音提琴手。
- 希爾德加德，99歲，美國歌舞表演歌手。
- 弗雷德·斯萊奇·史密斯（Fred Sledge Smith），72歲，美國R&B詞曲作者和唱片製作人。
- Karlheinz Zöller，76歲，德國長笛演奏家。

### 30日
- 王双成，中国画家。天津日报
- 约翰·加朗（John Garang），苏丹第一副总统，飞机失事遇难。60岁
- Carl Beam，62歲，加拿大奧吉威藝術家。
- 喬治·布里亞德（Georges Briard），88歲，俄羅斯出生的美國設計師。
- 雷·坎寧安（Ray Cunningham），100歲，美國棒球運動員，被公認為在世最年長的前美國職業棒球大聯盟球員。
- Malucha Solari，84歲，尼加拉瓜出生的智利芭蕾舞演員和編舞家。
- Lucky Thompson，81歲，美國薩克斯管演奏家。

### 31日
- 維姆·德伊森貝赫，70歲，前歐洲中央銀行行長
- 阿曼多·費雷拉，85歲，葡萄牙足球運動員。
- 利奧波德·格納伊（Léopold Gernaey），78歲，比利時足球運動員。
- Mantle Hood，87歲，美國民族音樂學家。
- 現年56歲的美國律師勞倫斯·蒂特（Lawrence Teeter）試圖讓西爾漢·西爾漢（Sirhan Sirhan）重審，稱他沒有殺死淋巴瘤羅伯特·甘迺迪（Robert F. Kennedy）。